# Liste des maires d'Esvres

## Liste des maires
Les tableaux suivants dressent la liste des maires et agents municipaux d'Esvres de 1790 jusqu'au XXIe siècle,.
| Période       | Période       | Identité         | Étiquette | Qualité           |
| ------------- | ------------- | ---------------- | --------- | ----------------- |
| février 1790  | janvier 1792  | Louis Petit      |           | maître chirurgien |
| janvier 1792  | décembre 1792 | Louis Bonnebault |           | boulanger         |
| décembre 1792 | juillet 1794  | François Rondeau |           | cordonnier        |
| juillet 1794  | novembre 1795 | Charles Arrault  |           | fermier           |

La Constitution de l'an III crée les municipalités de canton. Esvres est rattachée à la municipalité de canton de Montbazon, et un agent municipal chargé de représenter la commune siège dans cette instance. Ce système est en vigueur de 1795 à 1800.
| Période        | Période        | Identité         | Étiquette | Qualité           |
| -------------- | -------------- | ---------------- | --------- | ----------------- |
| novembre 1795  | décembre 1797  | Joseph Petit     |           | officier de santé |
| décembre 1797  | avril 1798     | François Augeron |           | notaire           |
| avril 1798     | avril 1799     | Augustin Boyer   |           | huissier          |
| avril 1799     | septembre 1799 | Joseph Petit     |           | officier de santé |
| septembre 1799 | août 1800      | François Augeron |           | notaire           |

| Période        | Période        | Identité                     | Étiquette | Qualité             |
| -------------- | -------------- | ---------------------------- | --------- | ------------------- |
| août 1800      | décembre 1807  | Augustin Boyer               |           | huissier            |
| décembre 1807  | avril 1809     | Pierre Bullot                |           | meunier             |
| avril 1809     | mai 1815       | François Augeron             |           | notaire             |
| mai 1815       | juillet 1815   | Sylvain Hubert               |           | meunier             |
| juillet 1815   | février 1818   | François Augeron             |           | notaire             |
| février 1818   | janvier 1826   | Comte Alexandre-Pierre Odart |           | propriétaire        |
| janvier 1826   | juin 1831      | Joseph Berger                |           | meunier             |
| juin 1831      | juillet 1838   | Pierre Bullot                |           | meunier             |
| juillet 1838   | mai 1842       | Baron Antoine de Revel       |           | officier général    |
| mai 1842       | avril 1846     | Pierre Bullot                |           | meunier             |
| juillet 1846   | août 1861      | Lucien Bullot                |           | meunier             |
| août 1861      | mars 1866      | Charles André                |           | propriétaire        |
| avril 1866     | septembre 1870 | Joseph Berger                |           | meunier             |
| septembre 1870 | mai 1871       | Alexandre Ansault            |           | cafetier-aubergiste |
| mai 1871       | septembre 1876 | Joseph Berger                |           | meunier             |
| septembre 1876 | mai 1884       | Paul Touchard                |           | médecin             |
| mai 1884       | mai 1888       | Charles Benard               |           | propriétaire        |
| mai 1888       | mai 1892       | Léopold Hannequin            |           | propriétaire        |
| mai 1892       | mai 1904       | Louis Christophe             |           | viticulteur         |
| mai 1904       | janvier 1912   | Émile Gautron                |           | cultivateur         |
| janvier 1912   | décembre 1919  | Camille Girard               |           | négociant en bétail |
| décembre 1919  | mai 1929       | François Henault             |           | cultivateur         |
| mai 1929       | 1944           | Auguste Noyant               |           | cultivateur         |

| Période | Période  | Identité               | Étiquette | Qualité                  |
| ------- | -------- | ---------------------- | --------- | ------------------------ |
| 1944    | 1945     | Henri Perreau          |           | cultivateur              |
| 1945    | 1946     | Louis Vergne           |           | cultivateur              |
| 1946    | 1947     | Ernest Lejeau          |           | charpentier              |
| 1947    | 1965     | Louis Germain          |           | cultivateur              |
| 1965    | 1971     | Pierre-Louis Le Gall   |           |                          |
| 1971    | 1977     | Roger Vergne           |           |                          |
| 1977    | 1985     | Michel Turco           | DVD       |                          |
| 1985    | 1995     | Pierre Godel           | DVD       |                          |
| 1995    | 2008     | Michel Turco           | DVD       |                          |
| 2008    | 2014     | Lucie Degail           | DVG       |                          |
| 2014    | En cours | Jean-Christophe Gassot | UMP-LR    | Entrepreneur en bâtiment |

## Pour approfondir